# Stadion Narodowy Bangabandhu
Stadion Narodowy Bangabandhu (beng. বঙ্গবন্ধু জাতীয় স্টেডিয়াম, Baṅgabandhu jātīẏa sṭēḍiẏāma) − stadion piłkarski mieszczący się w Dhace. Pojemność stadionu wynosi 36 000 miejsc.